# Pierre Nora
Pierre Nora (París, 17 de noviembre de 1931-París, 2 de junio de 2025) fue un historiador francés conocido por sus trabajos sobre la identidad, la memoria, el oficio del historiador y el papel de la edición en Ciencias sociales. Es uno de los representantes más reconocidos de la llamada nueva historia francesa, un grupo de estudiosos de finales del siglo XX, también relacionados como la tercera generación de la corriente historiográfica de la Escuela de los Annales, en el que, en sus palabras, ocupa una posición particular, "lateral", en la historiografía francesa.
Tras sus estudios universitarios, ejerció como profesor en el Lycée Lamoricière, de Orán (Argelia francesa) hasta 1960, en donde publicó un ensayo titulado Les Français d'Algérie (1961). Recibió una beca de la Fundación Thiers, entre 1961 y 1963, y trabajó en el Instituto de Estudios Políticos - Institut d'études politiques de París, entre 1965 y 1977. Desde 1977, fue director de estudios de la Escuela de Altos Estudios en Ciencias Sociales - École des hautes études en sciences sociales, en París.

## Mundo editorial
Paralelamente, Pierre Nora desarrolló una carrera importante en la edición. Trabajó primero en la Editorial Julliard, donde creó la colección de libros de bolsillo Archives. En 1965, ingresó en la prestigiosa Éditions Gallimard para desarrollar su sector de ciencias sociales con colecciones importantes como la Bibliothèque des sciences humaines, en 1966; la colección Témoins, en 1967; y la Bibliothèque des histoires, en 1970.
En las colecciones que dirigió, publicó obras importantes que hoy aún se constituyen como referencias de cada campo de investigación:
- En la Bibliothèque des sciences humaines, publicó a:
  - Raymond Aron, Les Étapes de la pensée sociologique, 1967;
  - Georges Dumézil, Mythe et épopée, 1968–1973;
  - Marcel Gauchet, Le Désenchantement du monde, 1985;
  - Claude Lefort, Les Formes de l'histoire, 1978;
  - Henri Mendras, La Seconde Révolution française, 1988;
  - Michel Foucault, Les Mots et les Choses, 1966; L'Archéologie du savoir, 1969.
- En la Bibliothèque des histoires:
  - François Furet, Penser la Révolution française, 1978;
  - Emmanuel Le Roy Ladurie, Montaillou, 1975, mayor venta de la colección, con 145 000 ejemplares;
  - Michel de Certeau, L'Écriture de l'histoire, 1975;
  - Georges Duby, Le Temps des cathédrales, 1976;
  - Jacques Le Goff, Saint Louis, 1997;
  - Jean-Pierre Vernant, L'Individu, la mort, l'amour, 1989;
  - Maurice Agulhon, Histoire vagabonde, 1988–1996;
  - Michel Foucault, Histoire de la folie à l'âge classique, 1972; Surveiller et punir, 1975; Histoire de la sexualité, 1976–1984;
- Además, contribuyó a introducir en Francia autores como:
  - Ernst Kantorowicz, con Les Deux Corps du roi, 1959, publicado en 1989;
  - Thomas Nipperdey, con Réflexions sur l'histoire allemande, 1983–1992, en 1992;
  - Karl Polanyi, con La Grande Transformation, 1944, en 1983.

Este papel va a dar a Nora un poder que le expone a la crítica, como cuando se niega, en 1997, a traducir la obra de Eric Hobsbawm Age of Extremes (1994) (en español Historia del Siglo XX), a causa de la implicación del autor con la causa revolucionaria, que reinterpreta los grandes acontecimientos del siglo XX en torno al comunismo, y más precisamente de la Unión Soviética. Nora dice que François Furet, que pedía la traducción en una larga nota a pie de página en Passé d'une illusion (1995), le había aconsejado: Traduis-le, bon sang! Ce n'est pas le premier mauvais livre que tu publieras (Tradúcele,¡pardiez! No es el primer mal libro que habrás publicado). Serge Halimi, en Le Monde diplomatique, hablará de censura. El libro será finalmente publicado en 1999 con el título L'Âge des extrêmes en Éditions Complexe, Bruselas, con la colaboración del medio Le Monde diplomatique.
En mayo de 1980, Nora funda, también en Gallimard la revista Le Débat con el filósofo Marcel Gauchet; convirtiéndola en una de las principales revistas intelectuales francesas.
También participó en la Fondation Saint-Simon, creada en 1982 por François Furet y Pierre Rosanvallon, y disuelta en 1999.

## Obras
Pierre Nora es igualmente conocido por haber dirigido Les Lieux de Mémoire, en tres tomos para hacer un inventario de los lugares y objetos en los que se encarna la memoria nacional de los franceses. La repercusión de su concepto de lugar de memoria y su aplicación en España son objeto de polémica.

## Recompensas y distinciones
Nora ha sido distinguido con los siguientes premios:
- Premio Diderot-Universalis en 1988
- Premio Louise-Weiss de la Bibliothèque nationale en 1991
- Prix Gobert de la Académie française en 1993
- Grand Prix national de l'histoire en 1993.

Además, ha sido presidente de la Librairie européenne des idées en el Centre national du Livre de 1991 a 1997 y miembro del consejo de administración de la Bibliothèque nationale de France de 1997 à 2000. Es miembro del Consejo científico de la École nationale des chartes desde 1991, del Consejo de administración del Établissement public de Versailles desde 1995, y del Haut Comité des célébrations nationales desde 1998. 
El 7 de junio de 2001, es elegido para ocupar el sillón 27 de la Académie française, donde sucedió a Michel Droit. Es recibido el 6 de junio de 2002  por René Rémond.
En 2006, es nombrado Comendador de la Legión de honor, Oficial de la Ordre national du Mérite y Comandante de las Artes y de las Letras.